# Convento di Santa Maria della Mota
Il convento di Santa Maria della Mota è stato un luogo di culto cattolico situato nel comune di Dolceacqua, al di fuori del centro abitato, in provincia di Imperia.

## Storia e descrizione
Priorato dei monaci benedettini sorto in epoca carolingia, cui dipendevano molte chiese e proprietà terriere della val Nervia, e documentato da una bolla papale di papa Eugenio III del 1151 che conferma il possesso monastico come dipendenza dall'abbazia di Novalesa in val Susa.
In seguito il monastero ebbe molti passaggi, dapprima alle dipendenze dei benedettini dell'abbazia di San Pietro di Breme in Lomellina, e poi del monastero di San Pietro di Vasco nei pressi di Mondovì, poi dei monaci certosini della Certosa di Pesio nel cuneese cui già dipendeva il feudo di Airole.
Nel 1446 passò in possesso dei Doria che lo doneranno nel 1623 ai padri agostiniani scalzi del convento di Nostra Signora della Consolazione e San Vincenzo martire di Genova; il cenobio andò distrutto nel 1744 nel corso della guerra di successione austriaca.